# Dominicanische Fußballnationalmannschaft der Frauen
Die dominicanische Frauenfußballnationalmannschaft ist eine Auswahlmannschaft der Dominica Football Association, die das Land Dominica auf internationaler Ebene bei Frauen-Länderspielen vertritt. Die Mannschaft nahm bislang nur an der Karibikmeisterschaft und an der Qualifikation zum CONCACAF W Championship teil, jedoch nicht am CONCACAF W Championship selbst oder an Weltmeisterschaften. Derzeitige Trainerin ist Rosilia Registe.

## Geschichte
Ihr erstes Spiel absolvierte die Mannschaft bei der Karibikmeisterschaft 2000. Das Spiel gegen St. Vincent und die Grenadinen wurde mit 5:0 verloren. Nach einer weiteren Niederlage im Rückspiel schied die Mannschaft bereits in der Vorrunde aus. Bei der Qualifikation zum CONCACAF Women’s Gold Cup 2002 verlor Dominica in der ersten Runde beide Spiele gegen Trinidad und Tobago und verpasste damit die Qualifikation. Auch die Qualifikation zum CONCACAF Women’s Gold Cup 2006 gelang nicht, da nur ein Unentschieden gegen Grenada erzielt und die Spiele gegen St. Vincent und die Grenadinen und Trinidad und Tobago verloren wurden. Ebenso wurden bei der Qualifikation zum CONCACAF Women’s Gold Cup 2010 beide Gruppenspiele gegen St. Kitts und Nevis und Puerto Rico verloren. Bei der Karibikmeisterschaft 2014, die als Qualifikation zum CONCACAF Women’s Gold Cup 2014 fungierte, hätte Dominica gegen Martinique, Puerto Rico und Barbados spielen sollen. Da einige Spielerinnen jedoch kein Visum erhielten, zog das Team seine Teilnahme zurück.
In der Qualifikation für das Fußballturnier der Olympischen Spiele 2016 verlor Dominica beide Gruppenspiele gegen die Dominikanische Republik und Jamaika und schied somit bereits in der Gruppenphase aus. Bei der Karibikmeisterschaft 2018 erzielte die Mannschaft einen Sieg gegen St. Vincent und die Grenadinen, ein Unentschieden gegen St. Lucia und verlor gegen St. Kitts und Nevis, womit der dritte Platz in der Gruppe belegt wurde. Im gleichen Jahr fand auch die Qualifikation zum CONCACAF Women’s Gold Cup 2018 statt. Hier gewann Dominica gegen die Amerikanischen Jungferninseln, erzielte ein Unentschieden gegen Grenada und verlor gegen St. Kitts und Nevis und Trinidad und Tobago. Die Qualifikation wurde somit erneut verpasst. Bei der Qualifikation zum CONCACAF W Championship 2022 wurde nur ein Sieg gegen die Turks- und Caicosinseln erzielt; die Spiele gegen Guyana, Trinidad und Tobago und Nicaragua wurden hingegen verloren. Im Rahmen der Qualifikation zum CONCACAF W Gold Cup 2024 gewann Dominica in Gruppe B1 einmal gegen Antigua und Barbuda und erzielte einmal ein Unentschieden gegen diese Mannschaft, hingegen wurden jeweils beide Spiele gegen Suriname und Guyana verloren. Dominica belegte damit den letzten Platz in der Gruppe.

## Turniere

### Weltmeisterschaft
- 1991 bis 2023 – nicht teilgenommen

### CONCACAF W Championship / Gold Cup
- 1991 bis 2000 – nicht teilgenommen
- 2002 – nicht qualifiziert
- 2006 – nicht qualifiziert
- 2010 – nicht qualifiziert
- 2014 – Teilnahme zurückgezogen
- 2018 – nicht qualifiziert
- 2022 – nicht qualifiziert
- 2024 – nicht qualifiziert

### Karibikmeisterschaft
- 2000 – Vorrunde
- 2014 – Teilnahme zurückgezogen
- 2018 – Gruppenphase